# VEU Feldkirch
VEU Feldkirch – austriacki klub hokeja na lodzie z siedzibą w Feldkirch.

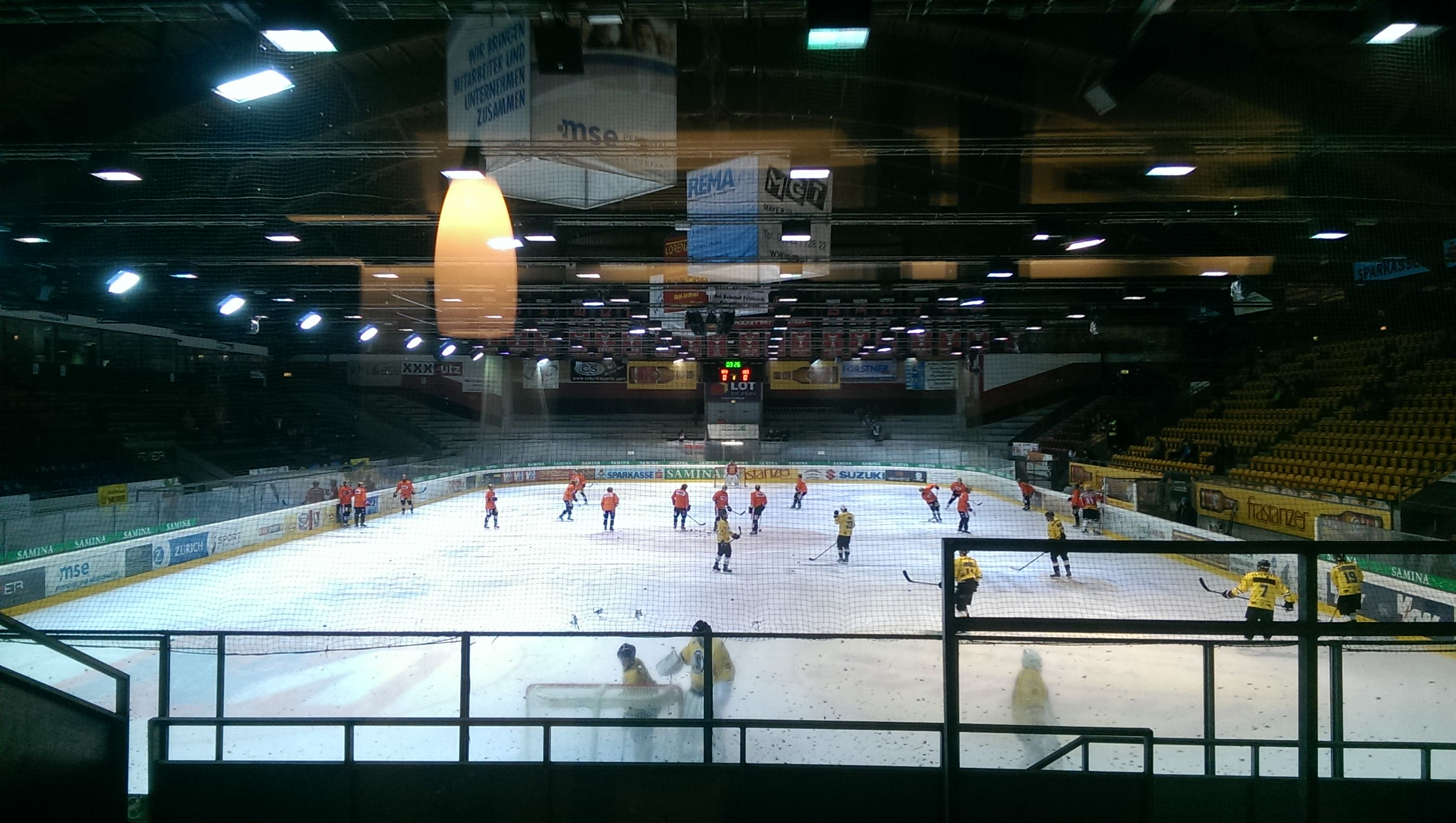
Lodowisko Vorarlberghalle

## Historia
- EHC Feldkirch (1932–1935)
- WSV Feldkirch (1935–1941)
- EHC Feldkirch (1945–1974)
- Vorarlberger Eishockey Union Feldkirch (1974–2000)
- EC Supergau Feldkirch (2000–2004)
- EHC Feldkirch 2000 (2000–2006)
- Verein Eishockey Union Feldkirch (2006–2019)
- Vorarlberger Eishockey Union Feldkirch (2019–)

Trenerami w klubie byli Bengt-Åke Gustafsson, Tom Coolen, Nik Zupančič, Joni Puurula.
W 2012 klub został przyjęty do rozgrywek Inter-National-League, a po ich zaprzestaniu w 2016 włączony do Alps Hockey League.

## Sukcesy
- Złoty medal mistrzostw Austrii: 1982, 1983, 1984, 1990, 1994, 1995, 1996, 1997, 1998
- Srebrny medal mistrzostw Austrii: 1970, 1986
- Złoty medal Nationalligi: 1967, 2002, 2007, 2011
- Złoty medal Alpenligi: 1996, 1997, 1998, 1999
- Srebrny medal Inter-National-League: 2015
- Mistrzostwo austriackiej drugiej klasy rozgrywkowej w ramach Alps Hockey League: 2017, 2018
- Puchar Austrii: 2015
- Mistrzostwo Europejskiej Hokejowej Ligi: 1998
- Superpuchar IIHF: 1998